# Johan Lindh (politiker)
Johan Wilhelm Lindh (i riksdagen kallad Lindh i Västanvik), född 10 september 1831 i Stockholm, död 17 augusti 1898 i Nedertorneå församling, var en svensk handlare och politiker. Han var fosterson till militären och riksdagsmannen Adolf Magnus von Brömssen.
Johan Lindh var riksdagsledamot i andra kammaren för Torneå domsagas valkrets 1882–1887 och 1891–1893. Under perioden 1891–1893 tillhörde han det tullvänliga Nya lantmannapartiet.